# سرتگویی
سرتگویی (انگلیسی: Cértegui) نام شهری در کشور کلمبیا است.